# Delicatessen
Delicatessen – francuska czarna komedia z 1991 roku w reżyserii Marca Caro i Jean-Pierre’a Jeuneta, będąca ich pełnometrażowym debiutem reżyserskim. Obraz opisuje życie francuskiego miasteczka po globalnym kataklizmie. 

## Fabuła
Fabuła skupia się na losach mieszkańców pewnej kamienicy, mieszczącej w sobie sklep rzeźnicki. Jego właściciel, zarazem właściciel kamienicy, zaopatruje mieszkańców w mięso. Jak się okazuje, pochodzi ono z ciał nowych lokatorów, zwabianych przemyślnie do wynajęcia mieszkania w budynku. Bohaterem jest jeden z takich właśnie ludzi, bezrobotny akrobata, który zakochuje się w córce rzeźnika. Stara się wciąż uniknąć śmierci w obliczu kolejnych zamachów na swe życie.

## Główne role
- Dominique Pinon – Louison
- Marie-Laure Dougnac – Julie Clapet
- Jean-Claude Dreyfus – Clapet
- Karin Viard – panna Plusse
- Ticky Holgado – Marcel Tapioca
- Edith Ker – babcia
- Rufus – Robert Kube
- Jacques Mathou – Roger
- Howard Vernon – człowiek-żaba
- Marc Caro – Fox